# Solanum bauerianum
Solanum bauerianum är en potatisväxtart som beskrevs av Stephan Ladislaus Endlicher. Solanum bauerianum ingår i släktet skattor som ingår i familjen potatisväxter. Inga underarter finns listade i Catalogue of Life.